# NUDY SHOW!
『NUDY SHOW!』（ヌーディー・ショウ）は、土屋アンナの2枚目のアルバム。

## 解説
DVD付にはそれまでの全シングルのミュージックビデオと「GINGER」のミュージックビデオを収録したDVDが付いている。
両A面となる6枚目のシングルのうち、「sweet sweet song」は収録されていない。

## 収録曲

### CD
1. overture
  - 作曲・編曲：ゲイリー・ニュービー
2. Cockroach
  - 作詞：Andreas Karlegard、Martin Karlegard／作曲：Andreas Karlegard、Martin Karlegard
3. Crazy World (土屋アンナ feat. AI)
  - 作詞：ANNA・AI／作曲：Jan Lindvaag、Thomas Heyerdahl、Marte Hveem／編曲：AKIRA

8thシングル
第一興商「Premier DAM Music Style」TV-CM　イメージソング
4. Virgin Cat
  - 作詞：ANNA／作曲：Christopher Lee-Joe、Jessica Tomich、Denise Van Doneselaar／編曲：Christopher Lee-Joe、Jessica Tomich、Denise Van Doneselaar

9thシングル
海外ドラマ「Lの世界」DVD発売キャンペーンソング
5. GINGER (土屋アンナfeat. MONKEY MAJIK)
  - 作詞：Blaise・Maynard／作曲：Blaise・Maynard／編曲：MONKEY MAJIK

Asahi「ジンジャードラフト」ＣＭソング
6. u
  - 作詞：ANNA／作曲：Joey Carbone & Anthony Mazza／編曲：Joey Carbone & Anthony Mazza

7thシングルのカップリング
海外ドラマ「Lの世界」DVD発売キャンペーンソング
7. Dirty Game
  - 作詞: michiko motohashi／作曲: COZZi編曲：COZZi

TBS系テレビ全国ネット「Jスポ」テーマソング
8. Style
  - 作詞: michiko motohashi／作曲・編曲：Jones、Louise Falt、Vincent Pontare
9. masquerade
  - 作詞：ANNA／作曲：Thomas Henriksen／編曲：ゲイリー・ニュービー
10. BUBBLE TRIP
  - 作詞：ANNA／作曲・編曲：Negin・Brian Kierulf・Joshua Schwartz

6thシングル
「ハーバルエッセンス」タイアップソング
11. Serenade
  - 作詞・作曲：Tobias Gad、Kaci Brown
12. Shape of your love
  - 作詞：ANNA／作曲・編曲：Negin、lan-Paolo Lira、Hugo Lira、Thomas Gustafsson
13. cocoon~NUDY SHOW! version~
  - 作詞：ANNA、Ayumi Miyazaki／作曲：Andreas Ahlenius、Fredrik Strom、Daniel Gibson、Anders Bergstrom／編曲：ゲイリー・ニュービー

7thシングル
NTT DoCoMo TV-CFタイアップソング
14. LUCY
  - 作詞: ANNA、衛藤利恵／作曲・編曲：COZZi

5thシングル
日本テレビ系アニメ「NANA」オープニング曲
15. RIDE ON!
  - 作詞：ANNA／作曲・編曲：COZZi
16. BLOOD ON BLOOD
  - 作詞：ANNA／作曲：Ju-ken、Masahiro Muta、遠藤一馬、峰正典／編曲：Ju-ken、峰正典
17. 黒い涙 ～deep sadness version～
  - 作詞：竹内めぐみ／作曲：長瀬弘樹／編曲：CHOKUbich

4thシングル
日本テレビ系アニメ「NANA」エンディング曲

### DVD
1. 黒い涙 (PV)
2. LUCY (PV)
3. BUBBLE TRIP (PV)
4. cocoon (PV)
5. Crazy World (feat. AI) (PV)
6. Virgin Cat (PV)
7. Ginger (feat. MONKEY MAJIK) (PV)
8. Special Contents1 [SING or DIE 2]
土屋アンナインタビュー、2007年海外ライブツアーオフショットetc....
9. Special Contents 2 (CM CLIP)：EDWIN
10. Special Contents 2 (CM CLIP)：第一興商
11. Special Contents 2 (CM CLIP)：Baby-G